# 1722
| 1722               |
| ------------------ |
| Dødsfald - Fødsler |
| • Begivenheder     |

| Gregoriansk kalender | 1722 MDCCXXII           |
| Ab urbe condita      | 2475                    |
| Armensk kalender     | 1171 ԹՎ ՌՃՀԱ            |
| Kinesiske kalender   | 4418 – 4419 辛丑 – 壬寅 |
| Etiopisk kalender    | 1714 – 1715             |
| Jødisk kalender      | 5482 – 5483             |
| Hindukalendere       |                         |
| - Vikram Samvat      | 1777 – 1778             |
| - Shaka Samvat       | 1644 – 1645             |
| - Kali Yuga          | 4823 – 4824             |
| Iransk kalender      | 1100 – 1101             |
| Islamisk kalender    | 1134 – 1135             |

Konge i Danmark: Frederik 4. 1699-1730
Se også 1722 (tal)

## Begivenheder
- 23. september – For første gang spilles der komedie i Danmark med dansk tekst. Det skete på den første danske skueplads, Teatret i Lille Grønnegade, som den fransk-danske skuespillere og teaterdirektør René Magnon de Montaigu åbnede denne dag. Åbningsstykket var Molières Den Gerrige (Gnieren).
- 11. oktober Fredensborg Slot ved Esrum sø indvies på Kong Frederik 4.s fødselsdag. Slottet opførtes som et monument over den nyligt vundne fred, hvor Danmark havde fået Holsten-Gottorps halvdel af Slesvig tilbage.

## Født
- 23. december - Axel Fredrik Cronstedt, svensk mineralog og kemiker (død 1765).